# Need for Speed: Porsche Unleashed
A Need for Speed: Porsche Unleashed, Európában Need for Speed: Porsche 2000 egy autóversenyzős videójáték, a Need for Speed-sorozat ötödik része. 2000-ben jelent meg Windowsra és PlayStationre, fogadtatása pozitív volt.
A játékban csak a Porsche gyár autóit lehet vezetni, szám szerint nyolcvan típust és változatot. A Windows és a PlayStation játék gyökeresen különbözik egymástól: nemcsak a pályák és a küldetések, hanem maga a játékmotor is más.

## Leírása
A Porsche Unleashedben három elérhető játékmód van:
- Evolution: a „karrier mód”, mely a Porsche történetének ötven évét íveli át. Az elején csak az 1950-es évek Porsche 356-osai érhetőek el, majd az idő múltával újabb autók is. A játékos versenyek és bajnokságok megnyerésével pénzjutalmat kap, amivel új autókat vehet, kijavíthatja a régieket, vagy alkatrészeket vásárolhat hozzájuk.
- Factory Driver: a játékos a Porsche gyár tesztpilótájaként bemutatókat kell tartson, autókat teszteljen és leszállítson, vagy a többi tesztpilóta ellen versenyezzen.
- Tét nélküli egyjátékos és többjátékos versenyek vagy időfutamok. 2002-ig az Electronic Arts multiplayer szervereket tartott fenn.

A Porsche Unleashed számos szempontból különbözik a Need for Speed-sorozat korábbi részeitől. A szimuláció sokkal valósághűbb, a karrier mód igen részletes, a pályák többsége nem zárt, hanem A-ból B-be vezet (ún. rali). Ugyanakkor nincs rendőrös üldözés, és nem választható ki a napszak vagy az időjárás.
A játékban csak Porsche automobilok szerepelnek. Az autógyártó és az Electronic Arts közötti licenc-megállapodás szerint egészen 2016-ig csak az EA játékai tartalmazhattak Porsche autókat; más játékok – például a Gran Turismo – nem. Változatokkal (kupé, kabrió, targa stb) együtt az alapjátékban 80 autó van, de még így is hiányoznak a gyár egyes modelljei (például a 924, 959, vagy a 968 – ezek közül egyesek később elérhetőek lettek letölthető tartalomként az Electronic Arts weboldalán). A karrier mód három időszakra osztja az autókat (Classic Age, Golden Age, Modern Age), és ezeken belül minden autót teljesítménytől függően három kategóriára.
A PC változat kilenc nyílt (rali) és öt zárt pályát tartalmaz. A játék elején csak négy pálya érhető el, a többit a karrier módban lehet megszerezni. PlayStationön csak öt pálya van, de karrier-időszaktól függően mindegyiknek három változata van.

## Fogadtatása
A Need for Speed: Porsche Unleashed pozitív bírálatokat kapott. A kritikusok a szimuláció realizmusát, a grafikát, és a játékélményt dicsérték.